# Gymnocalycium reductum
Gymnocalycium reductum là một loài thực vật có hoa trong họ Cactaceae. Loài này được (Link) Pfeiff. & Otto mô tả khoa học đầu tiên.